# Congregación Beth Israel
La Congregación Beth Israel (en inglés: Congregation Beth Israel) es una congregación judía ubicada en el 10460 Norte calle 56 en Scottsdale, Arizona, Estados Unidos. Formalmente constituida en 1920, está afiliada con el movimiento de la Reforma desde 1935.
Abraham Lincoln Krohn fue el rabino de Bet Israel desde 1938 hasta 1953, y durante su mandato, la congregación creció de menos de 100 a cerca de 600 familias miembros. Fue sucedido por Albert Plotkin, quien se desempeñó en el cargo durante casi 40 años. 